# 生坂ダム
生坂ダム（いくさかダム）は、長野県東筑摩郡生坂村、信濃川水系犀川に建設されたダム。東京電力が水力発電のために建設した、高さ19.5メートルの重力式コンクリートダムである。現在の管理者は、東京電力リニューアブルパワー。

## 歴史
戦後、犀川の発電事業を引き継いだ東京電力は、既設の水内ダムを中心として下流2箇所・上流2箇所に水力発電所を新設する。その最後を締めくくったものが、生坂ダムおよび生坂発電所である。1961年（昭和36年）、水利権を取得した東京電力は生坂ダムを完成させ、1964年（昭和39年）に生坂発電所の運転を開始。このとき、先に完成していた平発電所（平ダム）を生坂発電所から遠隔操作できるようにし、平発電所を無人化させた。1978年（昭和53年）には信州新町に犀川総合制御所が発足し、以来犀川の5発電所を一括遠隔操作している。

## 周辺
松本市から国道19号を北上し、最初のトンネルとなる池沢トンネルにさしかかる辺りから犀川の流れがゆるやかになる。その先の生坂トンネル手前の「生坂トンネル南」交差点で左折すると、生坂ダムの右岸に間もなく到着する。JR篠ノ井線・明科駅から生坂村営バスに乗車し、直近の「生坂発電所前」バス停まで20分間程度である。上流は松本市や安曇野市、塩尻市といった一大都市圏となっているとあって、生坂ダム右岸の発電所取水口には多くのごみが漂着する。東京電力は引き上げたごみを効率的に処理する設備を1992年（平成4年）に設置している。
ダム湖（人造湖）にはカモやオシドリといった多くの水鳥が生息している。流れてきた生ごみも、彼らの格好のえさとなるようだ。生坂村は生坂ダム湖左岸に水鳥公園を設け、水鳥たちの観察を容易にした。水鳥公園は生坂ダム上流の国道19号「下生野」交差点から日野橋を渡り、犀川左岸を生坂ダムに向かって進んだ先にある。生坂ダム堤頂道路は道幅が非常に狭く、1.5トンの重量制限が課せられており徒歩や二輪車、軽～小型車でなければ通行できない。

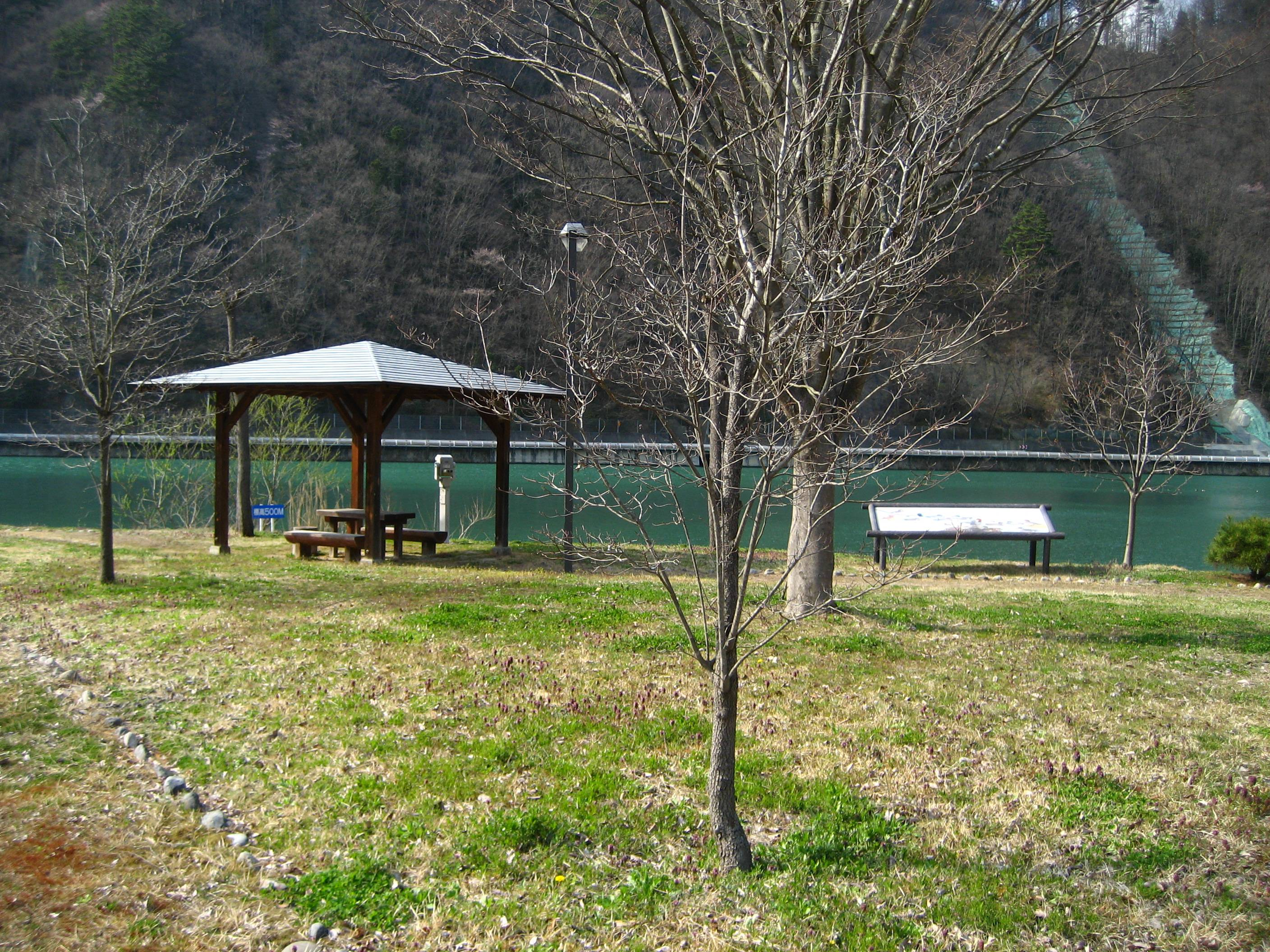
生坂水鳥公園
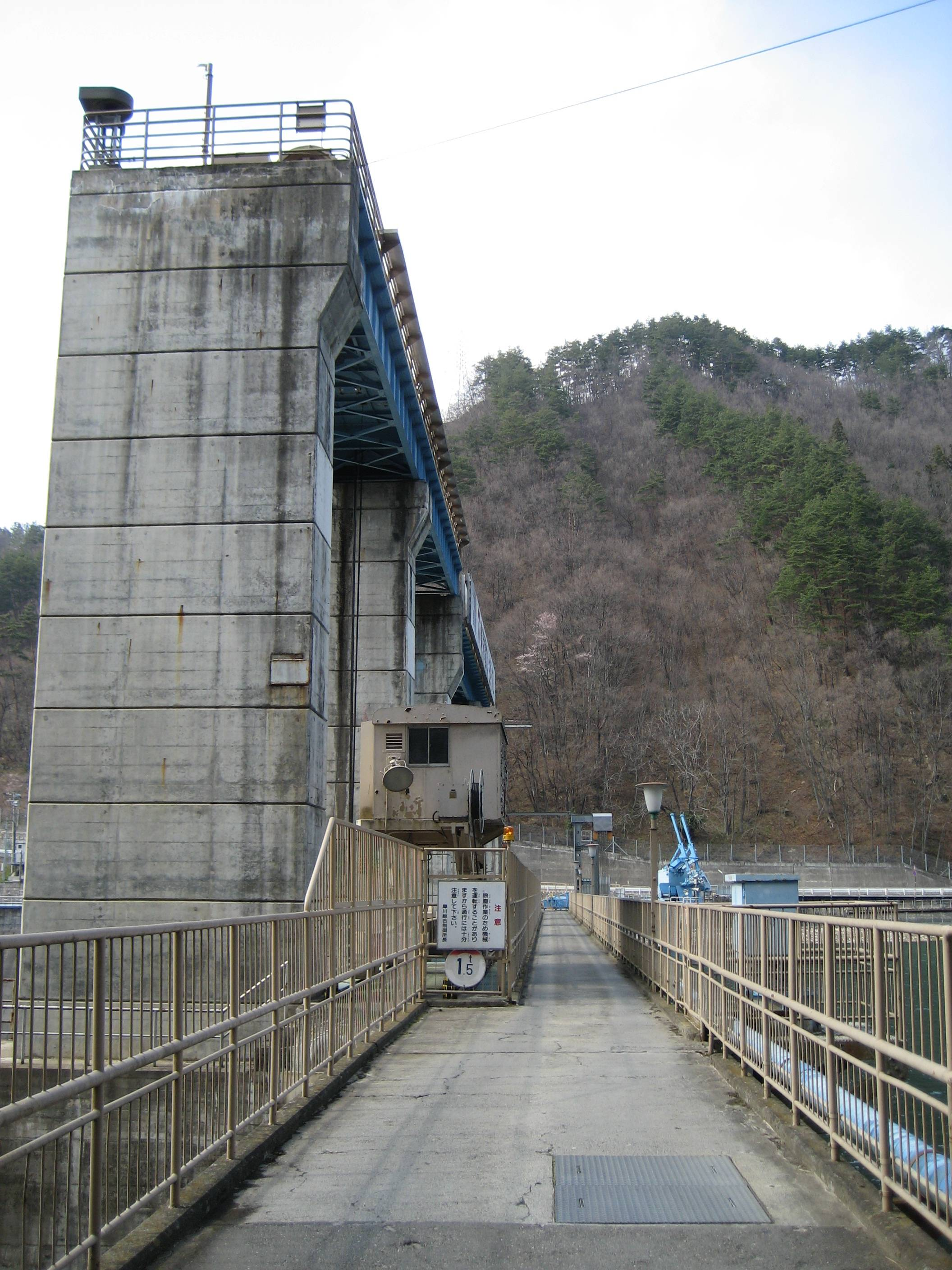
生坂ダム堤頂道路
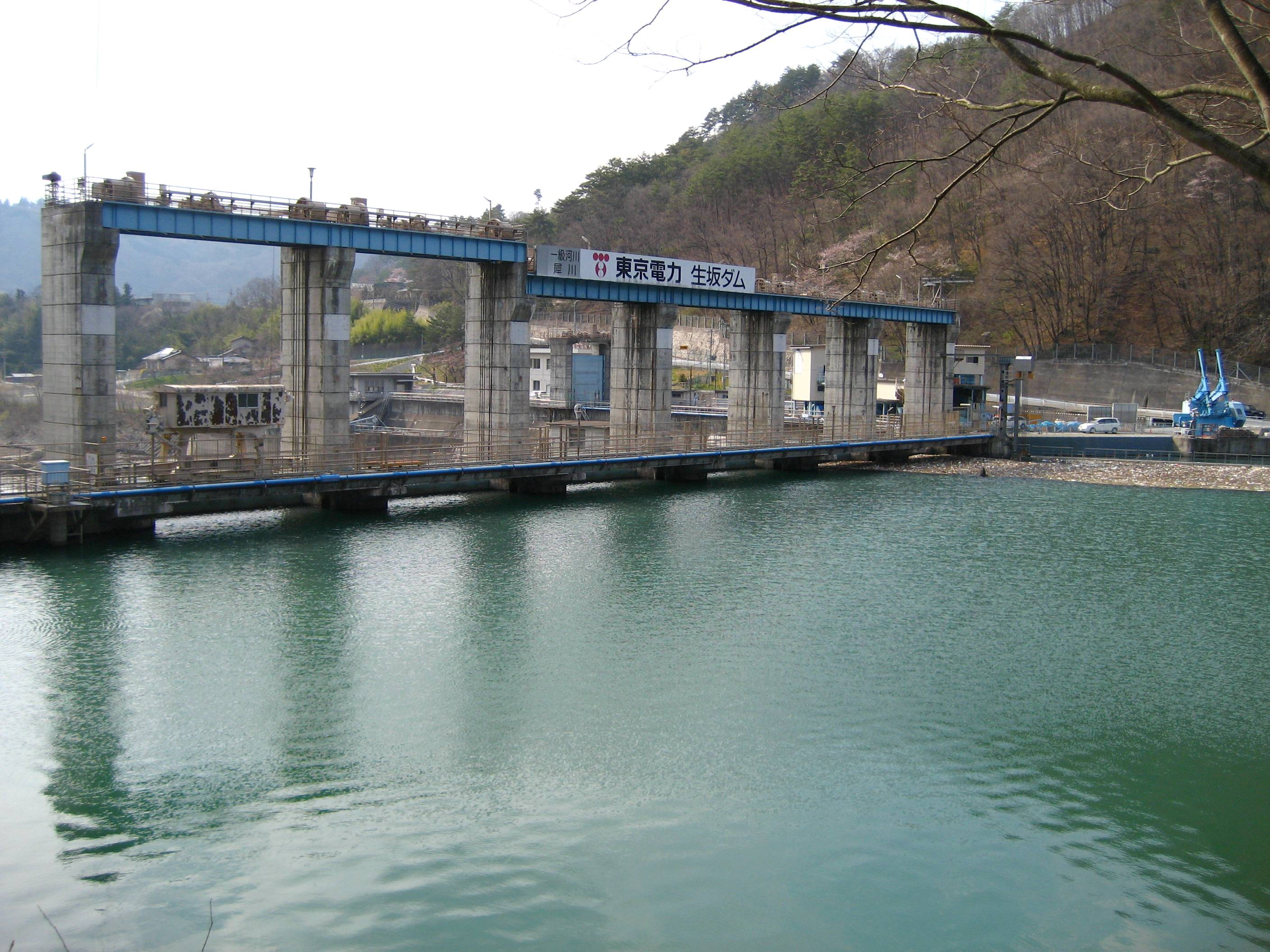
生坂ダム湖